# Thomas Dietrich
Thomas Dietrich (* 3. Februar 1958 in Bergneustadt) ist ein deutscher Theaterregisseur und -darsteller. Er lebt in Neu-Ulm.

## Leben
Dietrich wuchs in Hannover auf. Nach den Grundschuljahren an der Brüder-Grimm-Schule machte er sein Abitur am Kaiser-Wilhelm-Gymnasium (jetzt Kaiser-Wilhelm- und Ratsgymnasium Hannover). Er studierte an der Universität Hannover (jetzt Gottfried Wilhelm Leibniz Universität) Germanistik, Philosophie und Pädagogik für das Höhere Lehramt. Nach dem 1. Staatsexamen 1982 schloss er sein Studium 1983 als Magister mit der Arbeit „Woyzeck – Wozzeck. Ein Vergleich von Schauspiel und Oper“ ab. Während der Zeit in Hannover sang er in mehreren professionellen und semiprofessionellen Chören Hannovers und der Umgebung. Zudem spielte er in verschiedenen Theatergruppen.

## Theaterkarriere
Seit 1969 steht Dietrich regelmäßig auf der Bühne, zunächst im Kinderchor der Staatsoper Hannover, später dort als Statist und im Extrachor. Von 1979 bis 1991 nahm er regelmäßig am Internationalen Jugend-Festspieltreffen Bayreuth teil, zunächst als Chorsänger, später als Regisseur und Dozent. Er arbeitete nach dem Studium zunächst an der Staatsoper Hannover als Leiter der Statisterie und dann am Ulmer Theater, anfänglich als Regieassistent und Darsteller, später als Disponent und Spielleiter, und inszenierte dort Operetten, Opern und Beiprogramme. Außerdem übernahm er Rollen im Musik- und Sprechtheater. In dieser Zeit legte er seine Bühnenreifeprüfung im Fach Schauspiel ab.
Seit 1991 ist er hauptsächlich freiberuflich als Regisseur tätig, jedoch unterbrochen von 1994 bis 1996, als er als Intendant das Theater Neu-Ulm leitete und dort auch Regie führte. Nach der Ulmer und Neu-Ulmer Zeit übernahm er wieder freiberuflich ein weites Spektrum von Tätigkeiten bei unterschiedlichen Theaterproduktionen. In den Jahren 2007 bis 2010 war er auch als Stagemanager für die Zirkus-Tourneen von „Afrika! Afrika!“ und „india“ tätig. Gastinszenierungen und Gastspiele in allen Sparten führten ihn u. a. nach Amsterdam, Augsburg, Barcelona, Basel, Bayreuth, Bern, Biel, Braunschweig, Bremerhaven, Hannover, Heidenheim, Illertissen, Innsbruck, Kassel, Landshut, Luzern, Münster, Passau, Regensburg, Rendsburg, Stralsund, Weißenhorn und Würzburg. Seit 1989 ist er für die Sommeroper Selzach, seit 2000 für die Solothurner Formation „fe-m@il“ (Musik und Theater), von 2009 bis 2017 für die Operette Möriken-Wildegg, 2012 bis 2016 für die Opera Brevis Würenlos und von 2014 bis 2016 auch für die Gartenoper Langenthal u. a. in der Schweiz als Regisseur tätig.
In den Jahren 2002 bis 2006 sowie 2021 und 2023 war er als Mitarbeiter der technischen Leitung bei der Ruhrtriennale an den Spielorten Landschaftspark Duisburg-Nord und Jahrhunderthalle Bochum tätig. Dabei kam es zur Zusammenarbeit u. a. mit Oliver Herrmann, Alain Platel, Robert Wilson, La Fura dels Baus, Hans Neuenfels, David Pountney und Philippe Quesne.
Im Herbst 2015 trat Thomas Dietrich in den Kammerchor der Uni Ulm ein, wo er auch als Assistent des Chorleiters angestellt ist. Seit 2017 ist er Dozent an der Jugendkunstschule  Biberach. Dort hat er u. a. „Frühlings Erwachen“ (Wedekind) mit Jugendlichen zur Aufführung gebracht hat.

## Inszenierungen (Auswahl)
- 1988: Franz Hummel, „Blaubart“, Internationales Jugendfestspieltreffen Bayreuth
- 1989: Jacques Offenbach, Die Großherzogin von Gerolstein, Ulmer Theater[4]
- 1990: Franz Hummel, Blaubart, Ulmer Theater[4]
- 1990: Paul Abraham, Die Blume von Hawaii, Ulmer Theater[4]
- 1991: Wolfgang Amadeus Mozart, Apollo und Hyacinth, Stadttheater Weißenhorn[5]
- 1992: Alan Menken/Howard Ashman, Der kleine Horrorladen, Theater Neu-Ulm[6]
- 1992: Andrew Lloyd Webber/Tim Rice, Jesus Christ Superstar, Theater der Hansestadt Stralsund[7]
- 1993: Birger Heymann/Volker Ludwig, Linie 1, Theater Neu-Ulm[6]
- 1993: Manuel Puig, Der Kuss der Spinnenfrau, Theater Neu-Ulm[6]
- 1994: Galt MacDermot/Gerome Ragni/James Rado, Hair, Theater Neu-Ulm[6]
- 1994: Niclas Ramdohr/Peter Lund, No Sex, Theater Neu-Ulm[6]
- 1995: Richard O’Brien, The Rocky Horror Show, Theater Neu-Ulm[6]
- 1995: William Shakespeare, „Ein Sommernachtstraum“, Schwabenbühne Roth- und Illertal
- 1995: John Kander/Fred Ebb, Cabaret, Theater Neu-Ulm[6]
- 1996: William Shakespeare, „Wie es auch gefällt“, Schwabenbühne Roth- und Illertal
- 1998: Galt MacDermot/Gerome Ragni/James Rado, Hair, Stadttheater Bremerhaven[8]
- 1999: nach Rudyard Kipling, „Das Dschungelbuch“, Südostbayerisches Städtetheater
- 2000: Richard Rodgers/Oscar Hammerstein II, Oklahoma!, Ulmer Theater[4]
- 2000: Andrew Lloyd Webber, „Evita“, Städtische Bühnen Münster
- 2001: Paul Abraham/Alfred Grünwald/Fritz Löhner-Beda, Viktoria und ihr Husar, Südostbayerisches Städtetheater[9]
- 2001: Jerry Herman, Hello, Dolly!, Ulmer Theater[4]
- 2001: Jerry Herman, „La Cage aux Folles“, Städtische Bühnen Münster
- 2002: John Kander / Fred Ebb, „Cabaret“, Mainfranken Theater Würzburg
- 2002: Andrew Lloyd Webber, „Jesus Christ Superstar“, Städtische Bühnen Münster
- 2004: Richard O’Brien, The Rocky Horror Show, Staatstheater Kassel
- 2005: Friedrich von Flotow, Martha, Sommeroper Selzach[10]
- 2006: Goff Richards, JUKEBOX, Kultur- und Kongresszentrum Luzern[11]
- 2007: nach Isaac Bashevis Singer mit den Filmsongs von Michel Legrand, „Yentl“, musikalisch inszenierte Lesung, fe-m@il, Oensingen
- 2008: Andrew Lloyd Webber/Tim Rice, Jesus Christ Superstar, Staatstheater Kassel[12]
- 2008: Gaetano Donizetti, Viva la Mamma, Sommeroper Selzach
- 2008: nach Gioaachino Rossinis „L´italiana in Algeri“, „Funny Bone, ahoi!“ (Kinderoper), Theater Biel Solothurn
- 2009: Franz Lehár, „Der Graf von Luxemburg“, Operette Möriken-Wildegg
- 2010: Gioacchino Rossini, Die Italienerin in Algier, Sommeroper Selzach
- 2011: Carl Millöcker, Der Bettelstudent, Operette Möriken-Wildegg[13]
- 2012: Jacques Offenbach, Hoffmanns Erzählungen, Sommeroper Selzach[14]
- 2012: nach Nico Dostal und Fred Raymond, „Clivia spielt 'Maske in Blau'“, Opera Brevis, Würenlos
- 2013: Emmerich Kálmán, Die Herzogin von Chicago, Operette Möriken-Wildegg[15]
- 2014: Gioacchino Rossini, „L´italiana in Algeri“, Gartenoper Langenthal[16]
- 2014: Charles Gounod, „Faust“, Sommeroper Selzach[17]
- 2014: Jacques Offenbach, „Orpheus in der Unterwelt“, Opera Brevis, Würenlos
- 2015: Franz von Suppè, „Banditenstreiche“, Operette Möriken-Wildegg
- 2016: Friedrich von Flotow, „Martha“ oder „Der Markt zu Richmond“, Gartenoper Langenthal[18]
- 2016: Gaetano Donizetti, „L´elisir d´amore“ (Der Liebestrank), Sommeroper Selzach
- 2016: Leon Jessel, „Schwarzwaldmädel“, Opera Brevis, Würenlos
- 2017: Emmerich Kálmán, „Gräfin Mariza“, Operette Möriken-Wildegg
- 2018: Thomas Dietrich und Darren Hargan nach Richard Wagner „Der fliegende Holländer für Kinder“, Sommeroper Selzach
- 2018: Leo Fall „Madame Pompadour“, Opera Brevis, Würenlos
- 2019: Thomas Dietrich nach den Büchern von Lilli Palmer und Heike Specht, „Lilli Palmer – Aus dem Leben einer preußischen Ameise“, fe-m@il, Solothurn
- 2019: Frank Wedekind, „Frühlings Erwachen“, Jugendkunstschule Biberach
- 2021: Christof Biermann / Helmut Pusch / Hermann Skibbe / Albert Hefele „Ich bin ein Berblinger“, Musical-Uraufführung Wilhelmsburg Ulm
- 2022: Thomas Dietrich und Iwan Wassilevski nach Mitch Leigh und Dale Wasserman „Don Quixote“, Sommeroper Selzach